# Contribuciones parafiscales
La parafiscalidad se define como "recursos extrapresupuestarios" con un fin de promoción económico y social para atender trabajos que deben responder obligatoriamente a un objetivo determinado, preciso y transitorio. No están presupuestados y son administrados directamente por las oficinas perceptoras o encargadas de los servicios.
Muchos países aplican o autorizan la percepción de este tipo de "contribución especial" sin contar con la autorización legislativa, de ahí el carácter de "parafiscal" cuyo fondo recaudado está destinado a promover ciertas industrias básicas después de una guerra, inundación, sequía, o por cualquier otro motivo que el Estado determine la necesidad de su aplicación.
Para algunos tratadistas, está categoría de "ingresos" se considera diferente a los propiamente fiscales y también a las contribuciones "simples" de seguro obligatorio, principalmente de la de Previsión Social.

## Por país

### Colombia
En Colombia los aportes parafiscales corresponden a contribuciones obligatorias que deben hacer los empleadores por cada uno de los trabajadores a su cargo.
El aporte a las Cajas de Compensación Familiar equivale al 4% del salario mensual de cada empleado, independientemente del valor del contrato.
El aporte al Instituto Colombiano de Bienestar Familiar (ICBF) es del 3% del salario de aquellos trabajadores que devenguen una suma igual o superior a 10 salarios mínimos legales vigentes.
El aporte al Servicio Nacional de Aprendizaje (Sena) es del 2% del salario de los empleados con un salario igual o superior a los 10 salarios mínimos legales vigentes.